# Manteling van Walcheren
Manteling van Walcheren este o arie protejată (arie specială de conservare — SAC, sit de importanță comunitară — SCI) din Țările de Jos întinsă pe o suprafață de 735 ha, integral pe uscat.

## Localizare
Centrul sitului Manteling van Walcheren este situat la coordonatele 51°35′08″N 3°33′55″E / 51.5856°N 3.5653°E.

## Înființare
Situl Manteling van Walcheren a fost declarat sit de importanță comunitară în decembrie 1996 pentru a proteja 1 specie de animale. Situl a fost protejat și ca arie specială de conservare în septembrie 2013.

## Biodiversitate
Situată în ecoregiunea atlantică, aria protejată conține 8 habitate naturale: Pășuni atlantice udate de apa mării (Glauco-Puccinellietalia maritimae), Dune mobile cu vegetație embrionară, Dune mobile de-a lungul țărmului cu Ammophila arenaria („dune albe”), Dune de coastă fixe cu vegetație erbacee („dune gri”), Dune cu Hyppophaë rhamnoides, Dune cu Salix repens ssp. argentea (Salicion arenariae), Dune împădurite din regiunile atlantică, continentală și boreală, Depresiuni intradunale umede.
La baza desemnării sitului se află o specie protejată de  nevertebrate: Vertigo angustior